# Podagrion mantidiphagum
Podagrion mantidiphagum är en stekelart som beskrevs av Girault 1917. Podagrion mantidiphagum ingår i släktet Podagrion och familjen gallglanssteklar.
Artens utbredningsområde är Panama. Inga underarter finns listade i Catalogue of Life.